# آنگولار
آنگولار (جمع: آنگولارس) واحد پول کشور آفریقایی آنگولا مابین سال‌های ۱۹۲۸ تا ۱۹۵۸ میلادی بود. هر آنگولار به ۱۰۰ سنتاووس یا ۲۰ ماکوتا تقسیم می‌شد. آنگولار در زبان پرتغالی (که زبان رسمی این کشور است) به معنای آنگولایی است.

## تاریخچه
آنگولار در ۱۹۲۸ میلادی به عنوان جایگزین اسکودو معرفی شد. نرخ برابری اسکناس‌های آنگولار در مقابل اسکودو ۱ در مقابل ۱٫۲۵ بود، یعنی هر ۴ آنگولار مساوی با ۵ اسکودو. با این همه ارزش آنگولار در مقابل اسکودوی پرتغال تغییری نکرد، در حقیقت ارزش واقعی پول جدید آنگولا هیچ گونه افزایشی پیدا نکرد. این اصلاح در نظام پولی شامل سکه‌ها نشد، فقط در مورد اسکناس‌ها اعمال گردید. در ۱۹۵۸ دوباره نام واحد پولی کشور به همان اسکودوی سابق برگشت، در حالی که هنوز هم سکه‌های سنتاووس در گردش بودند.

## سکه‌ها
علاوه بر سکه‌های ۱، ۲، ۵، ۱۰ ۲۰ و ۵۰ سنتاووس که در جریان بودند، یک سری جدید از سکه‌های ۱۰، ۲۰ و ۵۰ سنتاووس نیز در ۱۹۴۸ میلادی ضرب شدند. نخستین سکه‌های اسکودو در ۱۹۵۲ توزیع شدند.

## اسکناس‌ها
در ۱۹۲۸ Junta de Moeda اسکناس‌های ۱، دو ونیم، ۵ و۱۰ آنگولاری را توزیع نمود که تاریخ چاپ آن‌ها ۱۹۲۷ میلادی بود. در همین زمان Bank of Angola اسکناس‌های ۲۰، ۵۰، ۱۰۰ و ۵۰۰ آنگولاری با تاریخ چاپ ۱۹۲۷ را به چاپ رسانید. در ۱۹۴۲ Governo Geral اسکناس‌های ۱ و دو ونیم آنگولاری را تعویض نمود. بالاخره در ۱۹۴۴ Bank of Angola اسکناس‌های ۱۰۰۰ آنگولاری را وارد بازار نمود و متعاقب آن در ۱۹۴۷ اسکناس‌های ۵ و ۱۰ آنگولاری را نیز توزیع کرد.